# Ropalopus lederi
Ropalopus lederi là một loài bọ cánh cứng trong họ Cerambycidae.